# Iorgos Savidis
Iorgos Savidis (grec: Γιώργος Σαββίδης) és un exfutbolista xipriota de la dècada de 1990.
Fou 46 cops internacional amb la selecció xipriota. Pel que fa a clubs, fou jugador, entre d'altres, de AEK Atenes FC i Omonia Nicòsia.
Trajectòria com a entrenador:
- 1999-2001: Digenis Akritas Morphou
- 2007-2008: Omonia Nicòsia